# نهر ماد (تورنتو)
نهر ماد (به انگلیسی: Mud Creek) یک رود در کانادا است که در کانادا واقع شده‌است.